# Федора Ивановна Рогатинская
Федо́ра Ивановна (в католическом крещении — Софья; ум. 1512) — дочь пана Ивана Рогатинского, трижды была замужем. В первом браке с кобринским князем Иваном Семёновичем (ок. 1460—1491), втором — с воеводой киевским Юрием Пацем, третьем — с канцлером великим и воеводой виленским Николаем Радзивиллом Старым. Пережила всех троих мужей, при этом все три брака были бездетными.

## Биография
О жизни Федоры известно мало. В 1473 году князь Иван Семёнович Кобринский вместе с женой Федорой основали церковь Рождества Господнего в Добучине (ныне Пружаны). В 1478 году супруги подтвердили запись деда Федоры, Андрея Владимировича, вместе с женой Марией отписавшего имение Осово Пречистенской церкви в Киеве. В 1479 году Иван Семёнович с Фёдорой подтвердили право священника Якуба управлять церковью Богородицы в Кобрине. В 1484 году Иван от имени жены судился с князем Семёном Ивановичем Бельским за владения деда Федоры Андрея Владимировича: Айну, Могильно, Словенск, Лешницу и Полонну. По решению суда эти владения были переданы Федоре.
Иван Семёнович переписал на Феодору третью часть своего имущества, а после добавил ещё земель на 2000 дукатов. В тот же день Феодора переписала на мужа 2000 злотых с двух частей владений, полученных от её деда. Брак был бездетным.
После смерти князя Ивана Семёновича, выполняя предсмертную волю мужа, 10 июня 1491 года Федора переписала имение Корчицы Спасскому Монастырю в Кобрине.
Феодора получила от великого князя Александра подтверждение на право владения третью княжества. Владела кобринским княжеством после 1491 до своей смерти в 1512 году.
В 1491 или 1492 году вдова была выдана великим князем Александром замуж за воеводу киевского Юрия Паца. Была его второй женой. В 1591 году Юрий отошёл от государственных дел и стал управлять имениями жены. В 1505 или 1506 году Юрий умер, вновь сделав Федору вдовой. За право владения княжеством Федора судилась с Анной, сестрой Ивана Семёновича Кобринского.
В 1507 году Федора перешла в католичество под именем Софья, а в следующем году вступила в третий брак. Её мужем стал канцлер великий и воевода виленский Николай Радзивилл Старый. Федора стала его третьей женой. В 1509 году Радзивилл Старый умер.
Умерла Федора в 1512 году. По завещанию оставила пасынку Николаю Пацу владения: дворы Лемнице и Полонну, сёла Ходчу, Олексиничи, Березовичи, Белая, а также и другое имущество. Завещала похоронить себя в католической церкви в Рожанце.